# Dysdera praepostera
Dysdera praepostera là một loài nhện trong họ Dysderidae.
Loài này thuộc chi Dysdera. Dysdera praepostera được J. Denis miêu tả năm 1961.